# Europarlamentari della Romania della VIII legislatura
Gli europarlamentari della Romania della VIII legislatura, eletti in occasione delle elezioni europee del 2014, furono i seguenti.

## Composizione storica
| Europarlamentare          | Lista                                           | Gruppo |
| ------------------------- | ----------------------------------------------- | ------ |
| Victor Boștinaru          | Partito Social Democratico                      | S&D    |
| Daniel Buda               | Partito Democratico Liberale                    | PPE    |
| Cristian-Silviu Bușoi     | Partito Nazionale Liberale                      | PPE    |
| Corina Crețu              | Partito Social Democratico                      | S&D    |
| Andi Cristea              | Partito Social Democratico                      | S&D    |
| Viorica Dăncilă           | Partito Social Democratico                      | S&D    |
| Mircea Diaconu            | Indipendente                                    | ALDE   |
| Damian Drăghici           | Unione Nazionale per il Progresso della Romania | S&D    |
| Doru-Claudian Frunzulică  | Unione Nazionale per il Progresso della Romania | S&D    |
| Maria Grapini             | Partito Conservatore                            | S&D    |
| Eduard-Raul Hellvig       | Partito Nazionale Liberale                      | PPE    |
| Cătălin Ivan              | Partito Social Democratico                      | S&D    |
| Monica Luisa Macovei      | Partito Democratico Liberale                    | PPE    |
| Ramona Mănescu            | Partito Nazionale Liberale                      | PPE    |
| Marian-Jean Marinescu     | Partito Democratico Liberale                    | PPE    |
| Sorin Moisă               | Partito Social Democratico                      | S&D    |
| Siegfried Mureșan         | Partito del Movimento Popolare                  | PPE    |
| Victor Negrescu           | Partito Social Democratico                      | S&D    |
| Dan Nica                  | Partito Social Democratico                      | S&D    |
| Norica Nicolai            | Partito Nazionale Liberale                      | PPE    |
| Ioan Mircea Pașcu         | Partito Social Democratico                      | S&D    |
| Cristian Dan Preda        | Partito del Movimento Popolare                  | PPE    |
| Laurențiu Rebega          | Partito Conservatore                            | S&D    |
| Daciana Octavia Sârbu     | Partito Social Democratico                      | S&D    |
| Csaba Sógor               | Unione Democratica Magiara di Romania           | PPE    |
| Theodor Stolojan          | Partito Democratico Liberale                    | PPE    |
| Claudiu Ciprian Tănăsescu | Partito Social Democratico                      | S&D    |
| Claudia Țapardel          | Partito Social Democratico                      | S&D    |
| Traian Ungureanu          | Partito Democratico Liberale                    | PPE    |
| Adina-Ioana Vălean        | Partito Nazionale Liberale                      | PPE    |
| Renate Weber              | Partito Nazionale Liberale                      | PPE    |
| Iuliu Winkler             | Unione Democratica Magiara di Romania           | PPE    |

## Modifiche intervenute

### Partito Social Democratico
- In data 01.11.2014 a Corina Crețu (nominata Commissario europeo per la politica regionale della Commissione Juncker) subentra Emilian Pavel[3].
- In data 13.09.2017 a Victor Negrescu (nominato ministro degli affari europei del Governo Tudose il 29.06.2017) subentra Răzvan Popa[4].
- In data 30.01.2018 a Viorica Dăncilă (nominato primo ministro della Romania) subentra Gabriela Zoană[5].

### Partito Nazionale Liberale
- In data 02.03.2015 a Eduard-Raul Hellvig (nominato direttore del Serviciul Român de Informații) subentra Mihai Țurcanu[6].

### Modifiche intervenute nella rappresentanza dei partiti nazionali
- In data 18.03.2019 Claudiu Ciprian Tănăsescu (PSD) aderisce all'UNPR[7].
- In data 27.09.2018 Cătălin Ivan (PSD) lascia il partito divenendo indipendente e passa da S&D al gruppo NI[8]. In data 06.01.2019 aderisce a Prodemo[9].
- In data 09.07.2018 Daciana Sârbu (PSD) lascia il partito divenendo indipendente. Il 04.02.2019 aderisce a PRO Romania[10].
- In data 29.05.2018 Ramona Mănescu (PNL) lascia il partito[11].
- In data 07.05.2018 Siegfried Mureșan (PMP) aderisce al PNL[12].
- In data 17.11.2017 Sorin Moisă (PSD) lascia il partito e passa da S&D al gruppo PPE[13][14].
- In data 28.11.2016 Damian Drăghici (UNPR) lascia il partito in seguito al suo scioglimento e diventa indipendente[15].
- In data 30.06.2016 Doru-Claudian Frunzulică (UNPR) aderisce al PSD[16].
- In data 09.07.2015 Maria Grapini (PC) aderisce al PPU[17] e poi in data 22.03.2019 al PSD[18].
- In data 15.07.2015 Laurențiu Rebega (PC) lascia il partito divenendo indipendente e passa da S&D al gruppo ENF[19][20]. In data 02.03.2018 passa poi al gruppo NI e il 03.04.2018 al gruppo ECR[21]. In data 18.09.2018 aderisce a PRO Romania[22][23].
- In data 23.03.2015 Cristian Preda (PMP) lascia il partito divenendo indipendente[24] e poi in data 31.01.2019 aderisce a PLUS[25].
- In data 23.03.2015 Monica Luisa Macovei (PD-L) aderisce a M10[26][27]. In data 27.10.2015 passa dal PPE al gruppo ECR[28]. Il 14.11.2018 è poi espulsa da M10[29].
- In data 23.03.2015 gli eurodeputati del PD-L aderiscono al PNL in seguito alla fusione dei due partiti[30].
- In data 17.11.2014 Renate Weber (PNL) passa dal PPE al gruppo ALDE[31]. In data 10.09.2015 lascia il PNL divenendo indipendente ed infine in data 19.09.2018 aderisce all'Alleanza dei Liberali e dei Democratici[32].
- In data 07.07.2014 Norica Nicolai (PNL) passa dal PPE al gruppo ALDE [33]. In data 12.10.2015 lascia il PNL divenendo indipendente ed infine in data 21.06.2016 aderisce all'Alleanza dei Liberali e dei Democratici[34].

## Tabelle di sintesi

### Gruppi parlamentari europei
Di seguito tabella riassuntiva del numero dei mandati suddivisi per gruppo parlamentare ad inizio e fine legislatura e al 1º gennaio di ogni anno.
| Gruppo parlamentare | Gruppo parlamentare                                              | Gruppo parlamentare | Inizio Leg. | 2015 | 2016 | 2017 | 2018 | 2019 | Fine Leg. |
| ------------------- | ---------------------------------------------------------------- | ------------------- | ----------- | ---- | ---- | ---- | ---- | ---- | --------- |
|                     | Alleanza Progressista dei Socialisti e dei Democratici           | S&D                 | 16          | 16   | 15   | 15   | 14   | 13   | 13        |
|                     | Gruppo del Partito Popolare Europeo                              | PPE                 | 15          | 13   | 12   | 12   | 13   | 13   | 13        |
|                     | Gruppo dell'Alleanza dei Democratici e dei Liberali per l'Europa | ALDE                | 1           | 3    | 3    | 3    | 3    | 3    | 3         |
|                     | Gruppo dei Conservatori e dei Riformisti Europei                 | ECR                 | -           | -    | 1    | 1    | 1    | 2    | 2         |
|                     | Identità e Democrazia                                            | ENF                 | -           | -    | 1    | 1    | 1    | -    | -         |
|                     | Non iscritti                                                     | NI                  | -           | -    | -    | -    | -    | 1    | 1         |

### Partiti rumeni
Di seguito tabella riassuntiva del numero dei mandati suddivisi per partito politico ad inizio e fine legislatura e al 1º gennaio di ogni anno.
| Partito | Partito                                               | Partito | Inizio Leg. | 2015 | 2016 | 2017 | 2018 | 2019 | Fine Leg. |
| ------- | ----------------------------------------------------- | ------- | ----------- | ---- | ---- | ---- | ---- | ---- | --------- |
|         | Partito Social Democratico                            | PSD     | 12          | 12   | 12   | 13   | 12   | 10   | 10        |
|         | Partito Nazionale Liberale                            | PNL     | 6           | 5    | 8    | 8    | 8    | 8    | 8         |
|         | Partito Democratico Liberale                          | PD-L    | 5           | 5    | -    | -    | -    | -    | -         |
|         | Unione Nazionale per il Progresso della Romania       | UNPR    | 2           | 2    | 2    | -    | -    | -    | 1         |
|         | Partito Conservatore                                  | PC      | 2           | 2    | -    | -    | -    | -    | -         |
|         | Partito del Movimento Popolare                        | PMP     | 2           | 2    | 1    | 1    | 1    | -    | -         |
|         | Unione Democratica Magiara di Romania                 | UDMR    | 2           | 2    | 2    | 2    | 2    | 2    | 2         |
|         | Alleanza dei Liberali e dei Democratici               | ALDE    | -           | -    | -    | -    | 1    | 2    | 2         |
|         | PRO Romania                                           | PRO     | -           | -    | -    | -    | -    | 2    | 2         |
|         | Partito della Libertà, dell'Unità e della Solidarietà | PLUS    | -           | -    | -    | -    | -    | -    | 1         |
|         | Partito Umanista Social Liberale                      | PPU     | -           | -    | 1    | 1    | 1    | 1    | -         |
|         | M10                                                   | M10     | -           | -    | 1    | 1    | 1    | -    | -         |
|         | Prodemo                                               | P.PRO   | -           | -    | -    | -    | -    | -    | 1         |
|         | Indipendente                                          | Ind.    | 1           | 2    | 5    | 6    | 6    | 7    | 5         |